# 후카에역 (효고현)
후카에역(일본어: 深江駅, ふかええき)은 일본 효고현 고베시 히가시나다구에 있는 한신 전기철도 본선의 역이다. 역 번호는 HS 21이다.

## 역사
- 1905년 4월 12일: 한신 본선의 개통과 동시에 영업 개시.
- 1995년
  - 1월 17일: 한신・아와지 대지진 발생으로 한신 본선이 운휴되고 역도 한때 영업 중단.
  - 1월 26일: 고시엔 ~ 아오키 역 구간 운행 재개.
- 2009년
  - 3월 19일: 본선 준급 운행 종료.
  - 3월 23일: 3월 20일에 실시된 다이아 개정 후 최초의 평일 열차 운행표가 시행되고 상행의 구간 특급이 정차 개시.
  - 4월 18일: 고가 공사로 인하여 상행선이 임시선으로 전환됨.
- 2010년 10월 2일: 고가 공사에 수반하여 하행선이 임시선으로 전환되고, 당시의 역 구조는 변칙적인 2면 2선(상,하향과 선로 북쪽에 승강장이 있었음)이었음.
- 2014년 4월 1일: 역 번호 도입.
- 2015년 12월 12일: 하행선이 고가역사로 전환됨.
- 2017년 8월: 개찰구에 정보 디스플레이 설치, 운용 개시.

## 역 구조
상대식 승강장 2면 2선의 고가역(하행) 및 지상역(상행)인 구조이다. 연속 입체 교차 사업에 의한 고가 공사중으로 2015년 12월 시점에서는 하행선이 고가화되어 상행선은 고가화에 따라 임시선이다. 분기기, 절대 신호가 없어 정류장으로 분류된다. 역사(개찰구)에 대해서는 하행은 2층, 출입구는 남쪽 1개소, 상행은 지하에 있는 출입구인 남북 2개소에 배치되어 있다. 또한, 상행 승강장 상에는 슬로프에서 북쪽 도로와 접하는 개찰구가 따로 있고 자동 개찰기가 설치되어 있다.

### 승강장
| 승강장 | 노선   | 방향 | 행선                                         |
| ------ | ------ | ---- | -------------------------------------------- |
| 1      | ■ 본선 | 상행 | 아마가사키・오사카 (우메다)・난바・나라 방면 |
| 2      | ■ 본선 | 하행 | 고베 (산노미야)・아카시・히메지 방면         |

- 실제로는 구내에 상기의 승강장 번호 표기는 없지만, 공식 사이트 내 그림에서는 상행 승강장이 1번, 하행 승강장이 2번 정류장으로 표시되어 있다. 승강장 유효 길이는 120m.

## 역 주변
과거에는 후카에 문화촌이라고 불리는 저택이 즐비한 지역이었고, 역 북쪽에는 후카에 온천이 있었다.
- 후카에 역전 빌딩
- 후카에 문화 마을(토미나가가 주택 주옥, 후루사와가 주택, 베이커의 저택)
- 고베 대학 후카에 캠퍼스(구, 고베 상선 대학)
  - 고베 대학 해사 박물관
- 고베 후카에 생활 문화 사료관
- 고베 지방 법무사 히가시코베 출장소
- 고베 후카에 우체국
- 고베 시립 혼조 초등학교
- 후카에하마마치에는 아침 저녁으로 버스가 운행되고 있는 시간대 이외에는 도보나 택시를 이용한다.
  - 효고 현립 히가시나다 고등학교
  - 고베 시 중앙도매시장 동부시장
    - 고베 동부시장 내 우체국

  - 카인즈 홈 고베 후카에하마점

## 사진

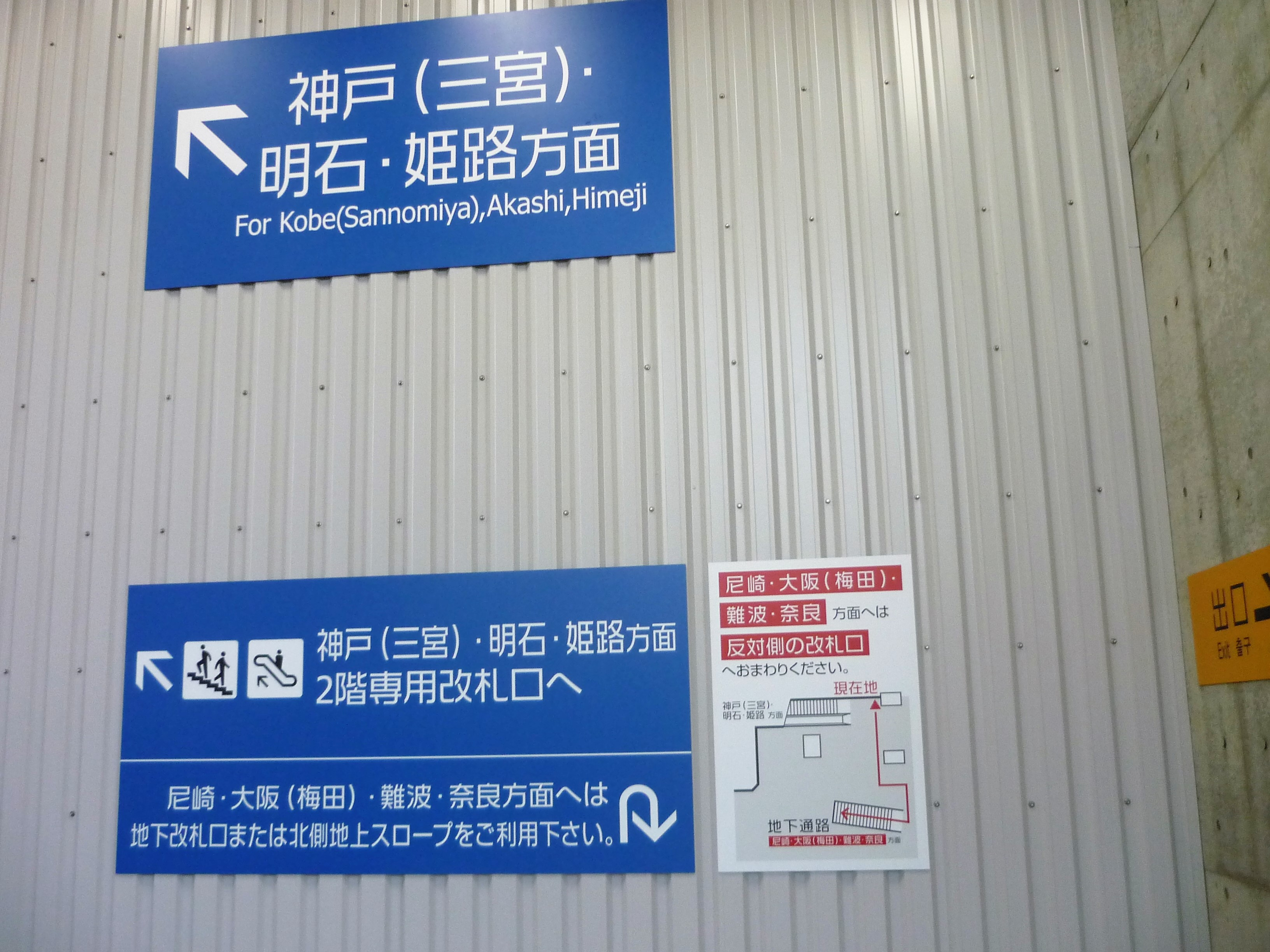
상행 고가 승강장과 하행 지평 승강장은 개찰이 다르다(2016년 8월).

## 인접역
| 한신 전기철도 ■ 본선     | 한신 전기철도 ■ 본선           | 한신 전기철도 ■ 본선             |
| ------------------------ | ------------------------------ | -------------------------------- |
| HS 20 아시야 우메다 방면 | ■ 구간특급(우메다 행만) ■ 보통 | 오기 HS 22 미카게・신카이치 방면 |